# Euphaea ameeka
Euphaea ameeka är en trollsländeart som beskrevs av Van Tol och Norma-r. 1995. Euphaea ameeka ingår i släktet Euphaea och familjen Euphaeidae. Inga underarter finns listade i Catalogue of Life.